# ناومبورغ
نَومْبُورْغ (بالألمانية: Naumburg) هي بلدة ألمانية تقع على نهر زاله، وهي تعد العاصمة الإدارية لقضاء بورغنلاندكرايس (Burgenlandkreis) في ولاية ساكسونيا-أنهالت.
تبعد نومبورغ حوالي 60 جنوب غرب مدينة لايبزغ وحوالي 50 كم جنوب-جنوب غرب مدينة هاله على نهر الزاله، وحوالي 40 كم شمال-شمال شرق مدينة ينا.

## المناخ
يظهر الجدول التالي التغييرات المناخية على مدار السنة لناومبورغ:
| البيانات المناخية لـناومبورغ      | البيانات المناخية لـناومبورغ | البيانات المناخية لـناومبورغ | البيانات المناخية لـناومبورغ | البيانات المناخية لـناومبورغ | البيانات المناخية لـناومبورغ | البيانات المناخية لـناومبورغ | البيانات المناخية لـناومبورغ | البيانات المناخية لـناومبورغ | البيانات المناخية لـناومبورغ | البيانات المناخية لـناومبورغ | البيانات المناخية لـناومبورغ | البيانات المناخية لـناومبورغ | البيانات المناخية لـناومبورغ |
| الشهر                             | يناير                        | فبراير                       | مارس                         | أبريل                        | مايو                         | يونيو                        | يوليو                        | أغسطس                        | سبتمبر                       | أكتوبر                       | نوفمبر                       | ديسمبر                       | المعدل السنوي                |
| --------------------------------- | ---------------------------- | ---------------------------- | ---------------------------- | ---------------------------- | ---------------------------- | ---------------------------- | ---------------------------- | ---------------------------- | ---------------------------- | ---------------------------- | ---------------------------- | ---------------------------- | ---------------------------- |
| الدرجة القصوى °م (°ف)             | 16 (61)                      | 19 (66)                      | 24 (75)                      | 30 (86)                      | 33 (91)                      | 34 (93)                      | 37 (99)                      | 37 (99)                      | 33 (91)                      | 26 (79)                      | 19 (66)                      | 16 (61)                      | 37 (99)                      |
| متوسط درجة الحرارة الكبرى °م (°ف) | 3 (37)                       | 5 (41)                       | 8 (46)                       | 14 (57)                      | 18 (64)                      | 22 (72)                      | 24 (75)                      | 24 (75)                      | 19 (66)                      | 14 (57)                      | 7 (45)                       | 3 (37)                       | 13 (56)                      |
| متوسط درجة الحرارة الصغرى °م (°ف) | −1 (30)                      | −1 (30)                      | 2 (36)                       | 5 (41)                       | 9 (48)                       | 12 (54)                      | 14 (57)                      | 14 (57)                      | 9 (48)                       | 6 (43)                       | 2 (36)                       | −1 (30)                      | 6 (43)                       |
| أدنى درجة حرارة °م (°ف)           | −20 (−4)                     | −21 (−6)                     | −13 (9)                      | −6 (21)                      | 0 (32)                       | 4 (39)                       | 7 (45)                       | 5 (41)                       | 1 (34)                       | −6 (21)                      | −11 (12)                     | −19 (−2)                     | −21 (−6)                     |
| الهطول مم (إنش)                   | 27 (1.1)                     | 25 (1.0)                     | 34 (1.3)                     | 31 (1.2)                     | 57 (2.2)                     | 59 (2.3)                     | 75 (3.0)                     | 54 (2.1)                     | 54 (2.1)                     | 34 (1.3)                     | 45 (1.8)                     | 40 (1.6)                     | 535 (21.1)                   |
| المصدر #1: Pogoda.ru.net          |                              |                              |                              |                              |                              |                              |                              |                              |                              |                              |                              |                              |                              |
| المصدر #2: Weatherbase (sun only) |                              |                              |                              |                              |                              |                              |                              |                              |                              |                              |                              |                              |                              |

## توأمة
لناومبورغ اتفاقيات توأمة مع:
- آخن (30 مايو 1988 - )

## أعلام
- كارل فورستر
- غوتفريد هينريتش باش
- يوهان هينريتش آكر
- دوروثيا باك
- إلين فرانز
- بوتو شتراوس
- كارل جوليوس برنارد
- يوهان جيورج ألبيني الكبير
- إرنست بيرجمان
- يوهان جيورج ألبيني الصغير

## اقرأ أيضاً
- زاله